# ژینپینگ
ژینپینگ (به لاتین: Jinping District) یک سکونتگاه مسکونی در جمهوری خلق چین است که در شانتو واقع شده‌است.